# Misterul celor două oceane
Misterul celor două oceane (în rusă Тайна двух океанов, transliterat: Taina dvuh okeanov) este un film sovietic din 1957 realizat pe baza romanului Taina celor două oceane din 1938 al scriitorului Grigori Adamov. 
Adaptarea filmului a fost amânată pentru anii postbelici, iar punctul culminant al scenariului nu este bătălia Pionierului cu o escadrilă japoneză, ci neutralizarea unei baze de rachete automate a „provocatorilor unui nou război”. Filmul realizat în studioul Gruzia-film de regizorul Konstantin Pipinașvili a avut premiera pe 25 martie 1957.

## Rezumat
Simultan, nava sovietică Arctic și nava franceză Victoire se scufundă brusc în Oceanul Atlantic și, respectiv, Oceanul Pacific. Echipajul submarinului sovietic Pionierul studiază împrejurările care au dus la aceste evenimente teribile.
Submarinul are capacități fantastice pentru timpul său: echipament unic de scufundare, un batiscaf cu o cameră etanșă pentru primirea scafandrilor, capacitatea de a se deplasa sub apă cu viteza unui tren rapid, o mare adâncime de imersiune și autonomie de navigație, precum și arme care nu au echivalent. Dușmanii Uniunii Sovietice, după ce l-au ucis și înlocuit pe mecanicul șef al navei Gorelov, au reușit să pătrundă la bord.  
Reprezentanții agențiilor sovietice de securitate și de la bordul submarinului zădărnicesc planurile spionilor. Urmărindu-l pe Gorelov, ofițerul Skvoreșnia (maior al securității statului) reușește să găsească insula - o bază militară inamică automată care lansează torpile magnetice - și să dezarmeze inamicul.

## Distribuție
- Sergei Stolearov - Voronțov
- Igor Vladimirov - Skvoreșnia
- Serghei Golovanov - Gorelov
- Piotr Sobolevski - Drujinin
- Vahtang Ninua - Lortkipanidze
- Serghei Komarov - Profesor
- Antonina Maksimova - Bistrîh
- Leonid Pirogov - Bistrîh
- Troadiy Dobrotvorskiy - Bazov (ca T. Dobrotvorski)
- Pavel Luspekaiev - Karțev
- Mihail Gluzski - Ivașev
- Irina Preis - Sidorina (ca I. Preis)
- Igor Bristol - Pavlik[7]

## Diferențe față de roman
Dacă în carte "secretul" este submarinul Pionierul în sine, în film este reprezentat de explozii misterioase în două oceane.
Intriga cărții este cursa Pionierului de la Leningrad la Vladivostok și coliziunea unui vapor francez cu un aisberg, care a fost ajutat de echipajul Pionierului'. În film, vaporul a fost doborât de o torpilă inamică.
Nu există nicio bază militară secretă pe o insulă pustie în carte.
Echipajul submarinului este exclusiv masculin (în carte profesorul Lordkipanidze este și medicul navei), dar în film apar două femei: un medic militar și un operator de radio.
În romanul lui Adamov, inamicii sunt militariști japonezi și americani. În film, dușmanii nu au naționalitate.
Cea mai importantă diferență dintre film și roman este că unul dintre personajele principale - sergentul major Skvoreșnia - în film este un maior KGB infiltrat în secret pe submarinul Pionierul.
În roman, Matvei Petrovici Ivașev nu este un muzician, ci un inginer, un yakut, sub masca căruia se ascunde spionul japonez al Statului Major Imperial, căpitanul Maeda.  În film, muzicianul Ivashev cântă piesa «Олешки бегут, бегут, якута к счастью везут...».

## Lansare
A fost lansat în anul 1957 și a avut parte de mare succes comercial, fiind vizionat de 31,2 milioane de spectatori în cinematografele din Uniunea Sovietică.